# ポリデキストロース
ポリデキストロース（polydextrose）は、人工的に合成された水溶性食物繊維で、ヒトの消化酵素では分解されない。グルコース、ソルビトール、クエン酸を混合し高温で重合させたものである。
低カロリー、低粘性で整腸作用があり、健康食品に添加されている。
ポリデキストロースを摂取することにより、便が柔らかくなることがわかっている。